# Picture Archiving and Communication System

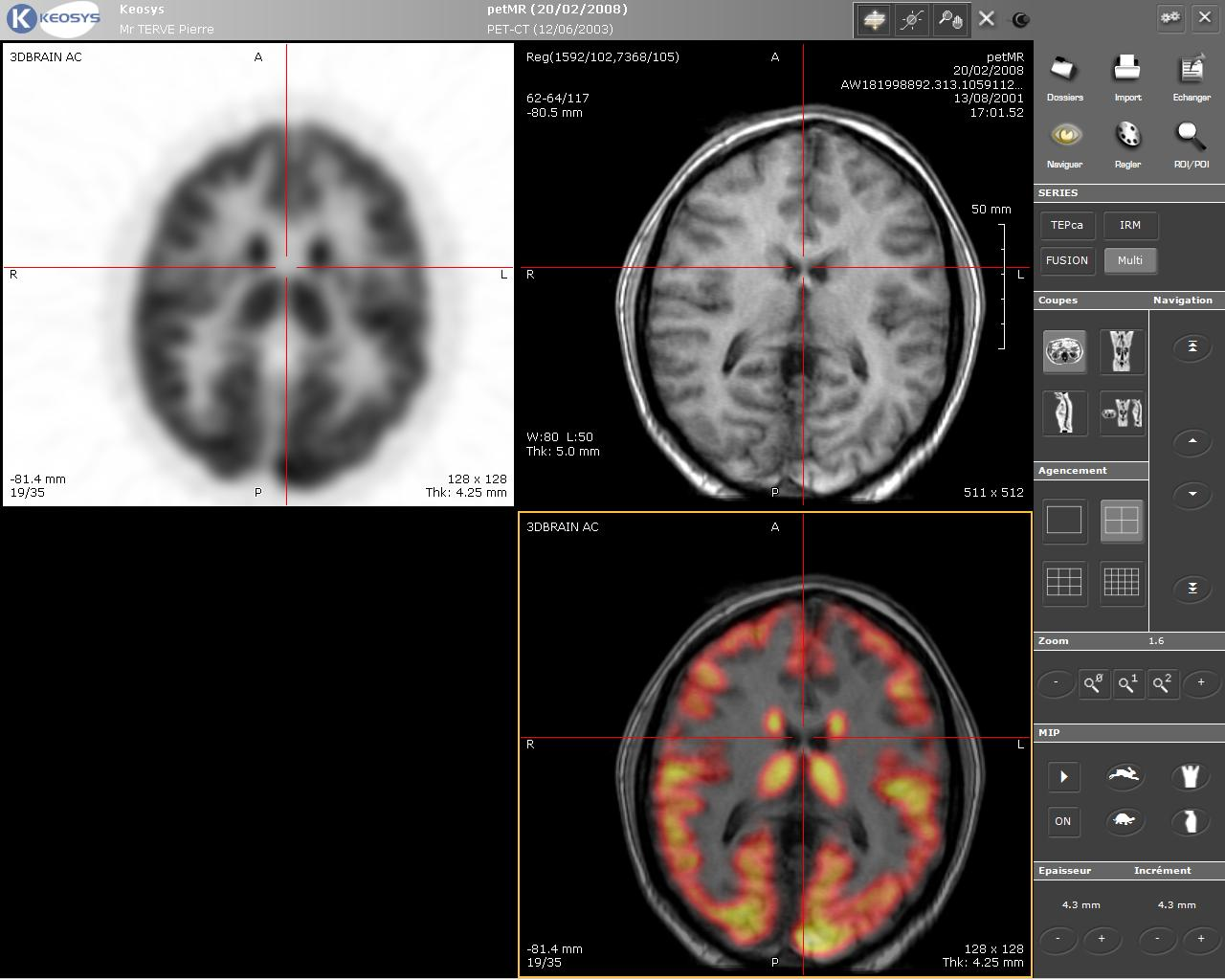
Imagen IRM / PET como se puede conservar en un PACS.

PACS son las siglas anglosajonas de “Picture Archiving and Communication System” (sistema de comunicación y archivado de imágenes). Se trata de un sistema computarizado para el archivado digital de imágenes médicas (medicina nuclear, tomografía computada, ecografía, mamografía...) y para la transmisión de éstas a estaciones de visualización dedicadas o entre éstas a través de una red informática. Como tecnología sanitaria está regulada en Europa por la directiva 93/42/EEC.